# Chrotogonus oxypterus
Chrotogonus oxypterus är en insektsart som först beskrevs av Blanchard 1836.  Chrotogonus oxypterus ingår i släktet Chrotogonus och familjen Pyrgomorphidae. Inga underarter finns listade i Catalogue of Life.